# Сант'Антонио (Тревизо)
Сант'Антонио је насеље у Италији у округу Тревизо, региону Венето.
Према процени из 2011. у насељу је живело 182 становника. Насеље се налази на надморској висини од 123 м.